# Carl Georg Wever
Carl Georg Wever (* 26. Mai 1807 in Schwelm; † 6. Juli 1884 in Berlin) war ein deutscher Jurist und preußischer Generalstaatsanwalt.

## Leben
Nach Ablegung des Abiturs am Gymnasium in Soest absolvierte er ab 1826 ein Jurastudium an der Rheinischen Friedrich-Wilhelms-Universität Bonn. Danach war er ab 1831 als Referendar und ab 1834 als Assessor am Landgericht Köln tätig. 1839 wurde er zum Staatsprokurator und 1847 zum Oberprokurator in Kleve ernannt. 1855 übersiedelte er als Obertribunalrat nach Berlin. 1869 erfolgte seine Ernennung zum preußischen Generalstaatsanwalt beim königlichen Obertribunal und schließlich 1876 zum Kronsyndikus. Als solcher war er der rechtliche Vertreter des Königs in allen Strafangelegenheiten. Zwischenzeitlich wurde er 1872 mittels Pairsschub durch Allerhöchsten Erlass zum Mitglied des Preußischen Herrenhauses berufen. Anlässlich seines 50-jährigen Dienstjubiläums erhielt er 1879 den Titel Wirklicher Geheimer Rat mit dem Prädikat Exzellenz. Gleichzeitig wurde ihm von der Rheinischen Friedrich-Wilhelms-Universität Bonn die juristische Ehrendoktorwürde verliehen. Noch im gleichen Jahr bat er jedoch (mit 72 Jahren) um die Versetzung in den Ruhestand, um einer vorgesehenen Berufung an das neu gebildete Reichsgericht in Leipzig zu entgehen.

## Familie
Seine Eltern waren der Kaufmann Friedrich Moritz Samuel Wever und Petronella Wever, geborene Moery. Er heiratete 1843 Catharina (Cateau) Wilhelmine Johanna Tavenraat (1822–1894), eine Schwester des Landschaftsmalers Johannes Tavenraat. Aus der Ehe gingen sechs Söhne hervor: Karl Johann Heinrich Wever (1847–1930, Jurist), Arnold Wever (1850–1922, Bankdirektor, nach ihm ist die Weverpromenade in Berlin-Steglitz benannt), Fritz Wever (als Kind verstorben); Hermann Wever (1853–1911, Jurist), Wilhelm Dietrich Wever (1855–1929, Landwirt und Bankier), Walther Wever (1859–1922, Diplomat). Ein Enkel von Carl Georg Wever und Sohn von Arnold Wever ist Walther Wever (1887–1936, Generalleutnant und Chef des Generalstabs der Luftwaffe).
Die Familiengrabstätte befindet sich nach einer Umbettung auf dem Südwestkirchhof Stahnsdorf.